# Aleksander Perycz
Aleksander Perycz ps. Paproć (ur. 12 września 1898, zm. 28 października 1973) – plutonowy Armii Krajowej, powstaniec warszawski (żołnierz batalionu „Gustaw”).

## Życiorys
W lipcu 1944 przebywał w celi śmierci więzienia mokotowskiego, skąd krótko przed wybuchem powstania warszawskiego przeniesiono go do więziennego szpitala. Miał za sobą 17 miesięczny pobyt na Pawiaku i ciężkie śledztwo na al. Szucha. Na początku sierpnia 1944 9 więźniów celi budynku szpitalnego przy pomocy obsługi wydostało się w nocy na strych, a następnie przedostało się poza mury więzienne.
Aleksander Perycz zdołał dotrzeć do powstańczego posterunku na Mokotowie i dołączył do kompanii por. Gustawa, z którą dzielił powstańcze losy. Walczył na Mokotowie i Sielcach, pomógł dotrzeć rannemu dowódcy kompanii do punktu sanitarnego. Po upadku powstania podając się w celu uniknięcia identyfikacji za Aleksandra Popławskiego trafił do obozu jenieckiego Stalag X B koło Sandbostel, gdzie otrzymał nr obozowy 220994. Po kilku przeprowadzkach trafił ostatecznie do małego podobozu w pobliżu granicy szwajcarskiej. Pod koniec wojny Niemcy z landsturmu przeprowadzili jeńców w pobliże szwajcarskiej granicy umożliwiając im jej przekroczenie i tym samym ratując ich przed niedobitkami z SS, którzy krwawo rozprawiali się z więźniami obozów. W Szwajcarii Aleksander Perycz przez 3 miesiące leczył się w szpitalu z ciężkiej awitaminozy. Po wyzdrowieniu pracował ciężko we francuskiej fabryce, aby ostatecznie we wrześniu 1946 r. wrócić do kraju. Po wojnie pracował jako rolnik w PGR i spisywał swoje wojenne wspomnienia. W 1971 r. został odznaczony Krzyżem Kawalerskim Orderu Odrodzenia Polski
. 